# Green Dream District
Green Dream District was een televisieprogramma waarin jonge uitvinders de kans kregen om duurzame oplossingen te presenteren aan een vakjury. Tijdens de finale werd bekendgemaakt wie de meest duurzame uitvinding van het jaar had bedacht en de hoofdprijs van 5.000 euro won.
De jury beoordeelde de uitvindingen op de uitvoerbaarheid, de duurzaamheid en de vraag of er een markt voor is.
Na het derde seizoen verhuisde het programma van National Geographic naar Disney XD.

## Winnaars per seizoen
| Seizoen | Uitvinder            | Uitvinding            |
| ------- | -------------------- | --------------------- |
| 2009    | Andrew van Horssen   | Nachtschootschakelaar |
| 2010    | Eddie van Achterberg | KAR                   |
| 2011    | Bronti Spierings     | The Green Zapper      |
| 2012    | Marloes van Elewout  | Zensabrush            |